# Anversois (1807)
Lo Anversois era un vascello di linea francese da 74 cannoni appartenente alla classe Téméraire, in servizio tra il 1807 e il 1818.

## Storia
La costruzione del vascello da 74 cannoni Anversois, appartenente alla Classe Téméraire progettata da Jacques Noël Sané, fu ordinata presso l'arsenale di Anversa il 24 aprile 1804. Essa una delle navi costruite nei vari cantieri navali catturati dal Primo Impero francese nei Paesi Bassi e in Italia nell'ambito di un programma accelerato per rimpinguare le file della Marina francese. L'unità fu impostata nel maggio 1803, varata il 7 giugno 1807, entrando in servizio l'11 luglio di quell'anno. Il 9 luglio 1807 salpò da Anversa per raggiungere Vlissingen il giorno 11, entrando in bacino di carenaggio il giorno 19. Nel 1808 ne assunse il comando il capitano di vascello Éléonore Jean Nicolas Soleil, e nel marzo 1814 tornò ad Anversa da Ruppel. Prese parte alla difesa della città di Anversa, attaccando i forti "Frederick Henry" il 21 marzo e "Lacroix" il giorno successivo. Dopo la restaurazione dei Borboni fu rinominata Éole riprendendo il suo vecchio nome durante i Cento giorni di Napoleone Bonaparte. Nel 1815 riprese il nome di Éole. Nel 1818 si trovava a Brest dove si scoprì che era in condizioni così pessime che non poteva più prendere il mare per essere utilizzato neanche come nave mercantile. Fu considerato di trasferirlo a Lorient per essere utilizzato come pontone, ma vi fu mandato il Duguesclin, e lo Éole venne demolito l'anno successivo.

### Fonti
1. 1 2 3  Three Decks.
2. ↑  Troisponts.
3. 1 2 3 4 5 6 7 8  Roche 2005, p. 44.